# Одран, Бенуа (Младший)
Бенуа Одра́н Младший, или Бенуа Одра́н Второй (фр. Benoît II Audran, dit le Jeune; 17 февраля 1698[…], Париж — 8 января 1772, Париж) — французский рисовальщик и гравёр. Член большой семьи потомственных французских гравёров, происходивших из Лиона, но работавших в Париже: сын Жана Одрана (1667—1756), правнук Клода Одрана Первого (1597—1677), братом которому приходился Шарль Одран (1594—1674); внук Жермена Одрана (1631—1710), внучатый племянник Жерара Одрана (1640—1703), племянник Бенуа Одрана Старшего (1661—1721).

## Биография
Бенуа Одран Младший учился семейному искусству у отца, Жана Одрана, манере которого успешно подражал. Всю свою жизнь проработал в Париже. Участвовал в гравировании картин знаменитого собрания «Кабинет Кроза». После этого создавал гравюры почти исключительно по картинам Антуана Ватто: «Обезоруженная любовь», «Возвращение с охоты», «Деревенский концерт», «Крестьянский танец», «Деревенские развлечения», «Развлечение», «Меццетен» и «Сюрприз», а затем Н. Ланкре — «Весна и огонь». Его относительно большие гравюры обработаны с лёгкостью, редко встречающейся даже в XVIII веке, и показывают степень его мастерства.
Гравировал также по картинам Веронезе, Пуссена, Натуара и других живописцев. Создал гравированный портрет своего дяди Бенуа Одрана Старшего (с живописного оригинала Ж. Вивьена). Скончался в 1772 году в Париже.

## Галерея

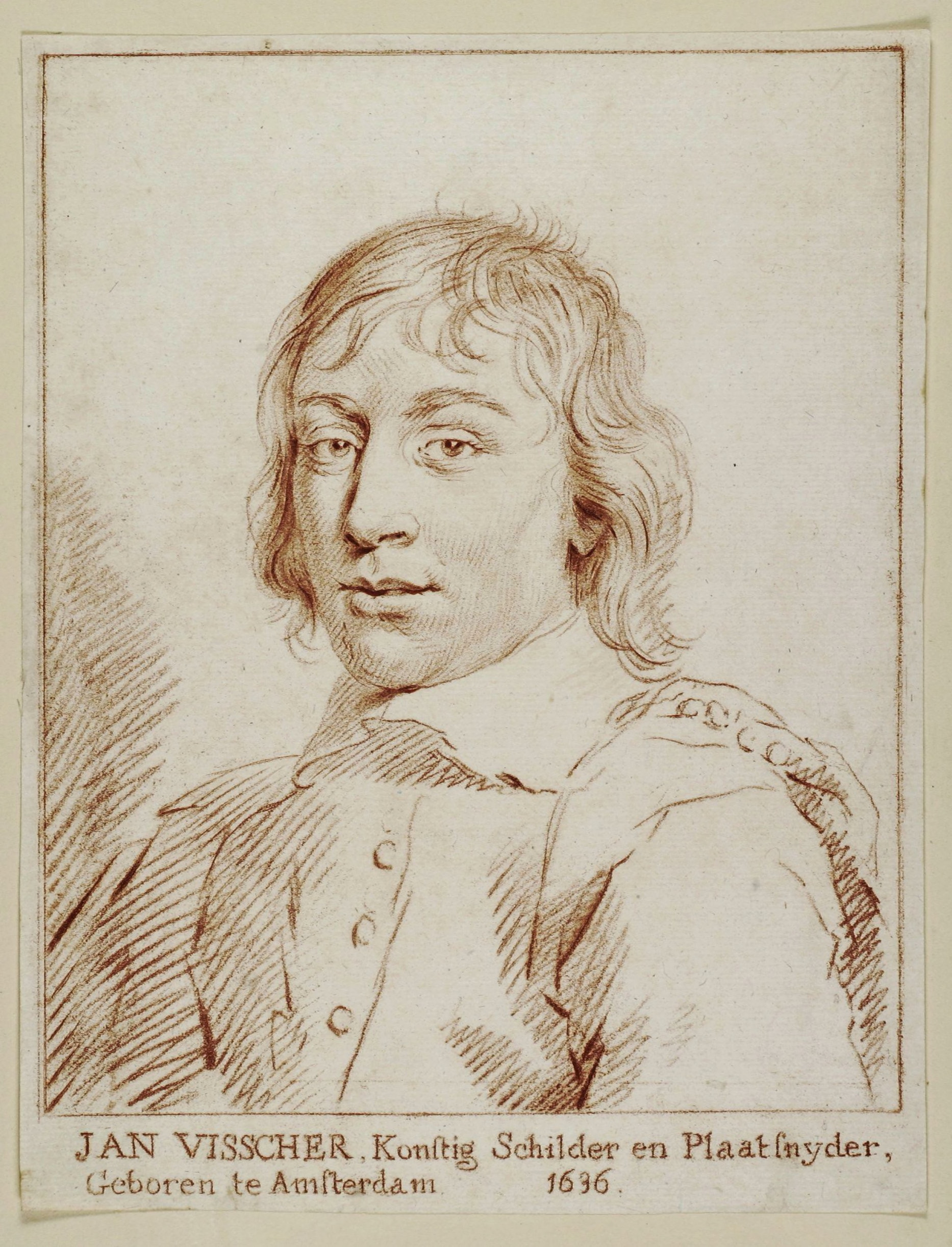
Портрет Яна де Виссхера. Офорт
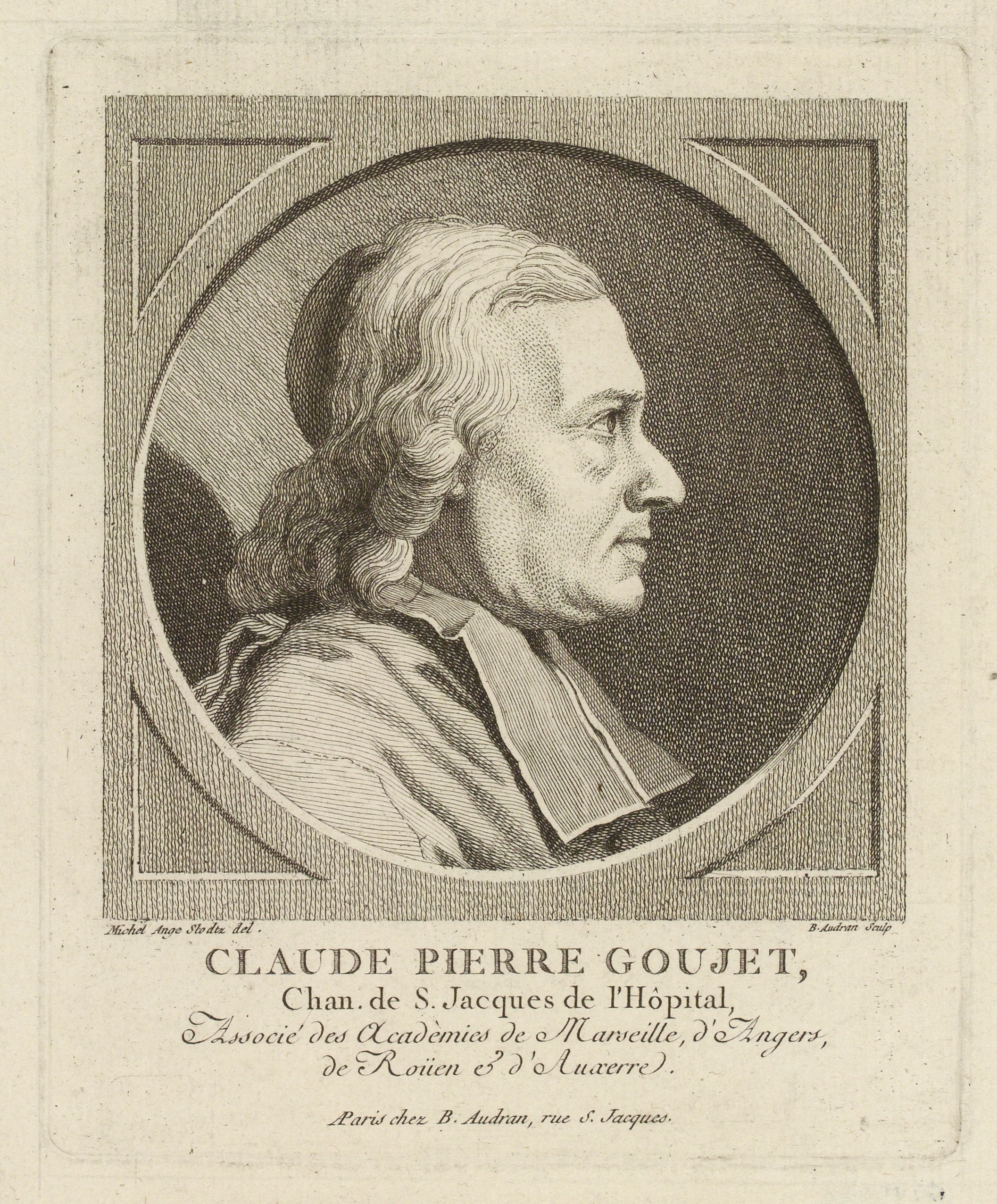
К. П. Гюэ. Офорт
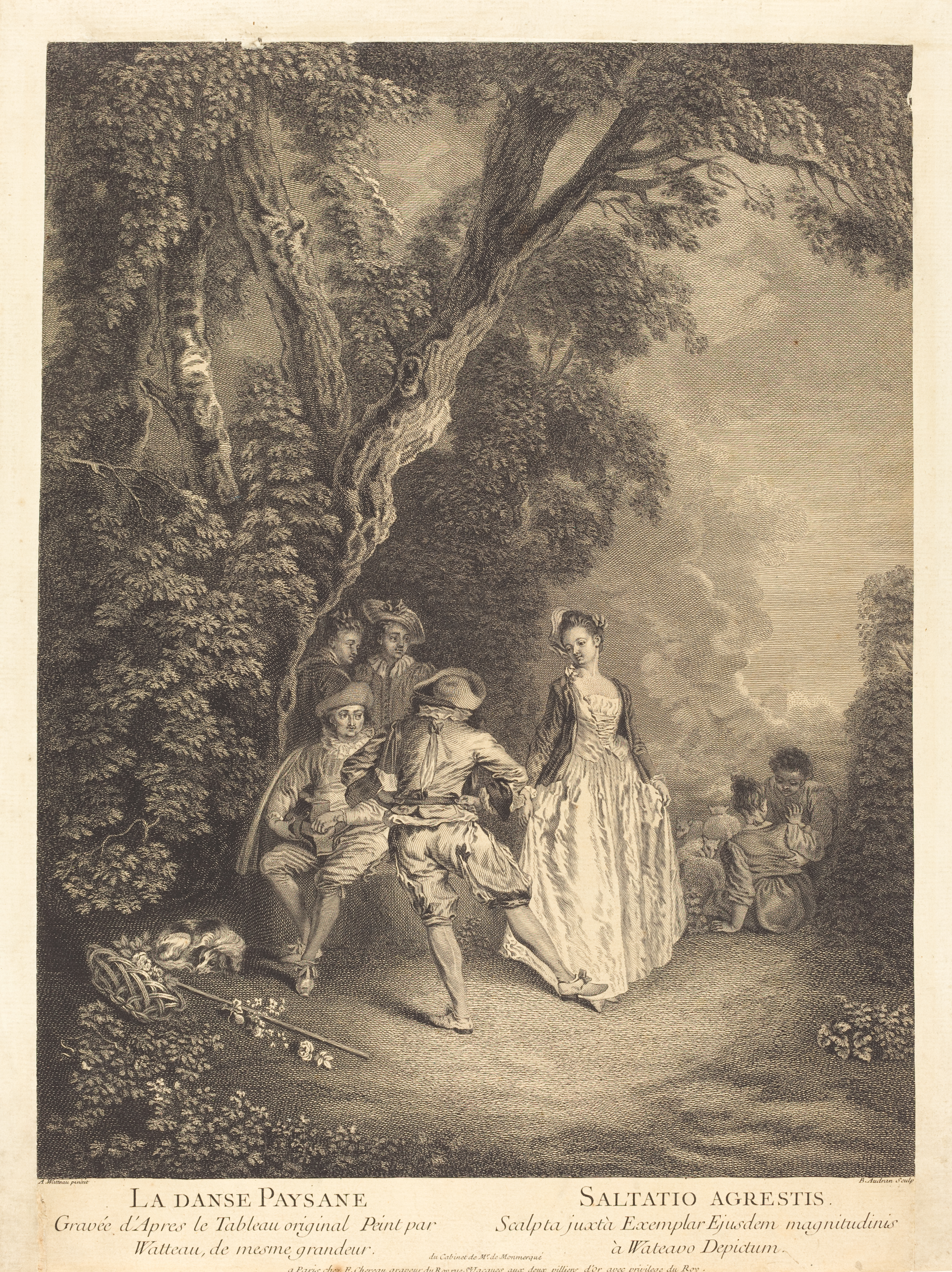
Крестьянский танец. По картине А. Ватто. Офорт, резец
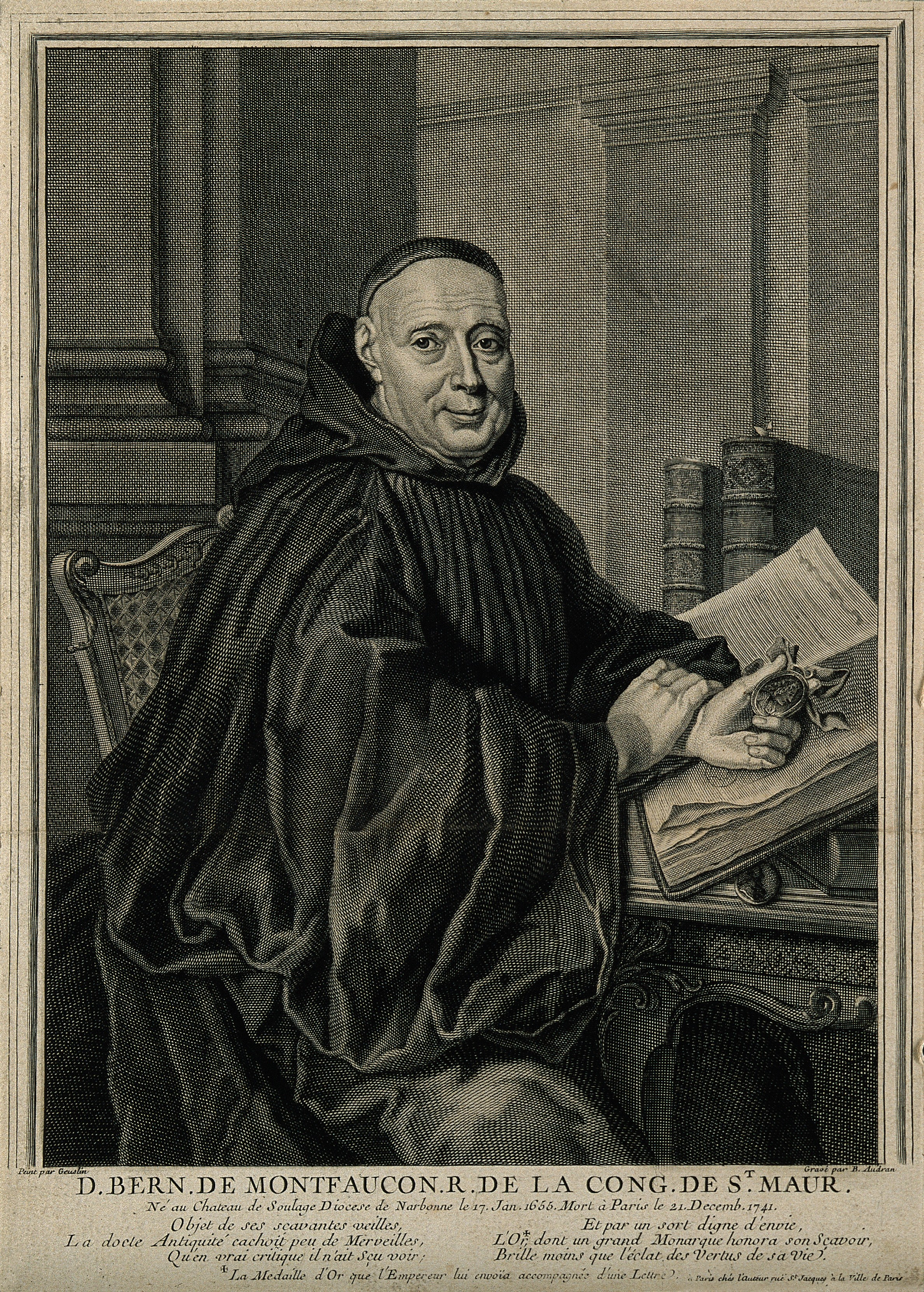
Бернар де Монфокон. По оригиналу К. Е. Гёслена. Офорт
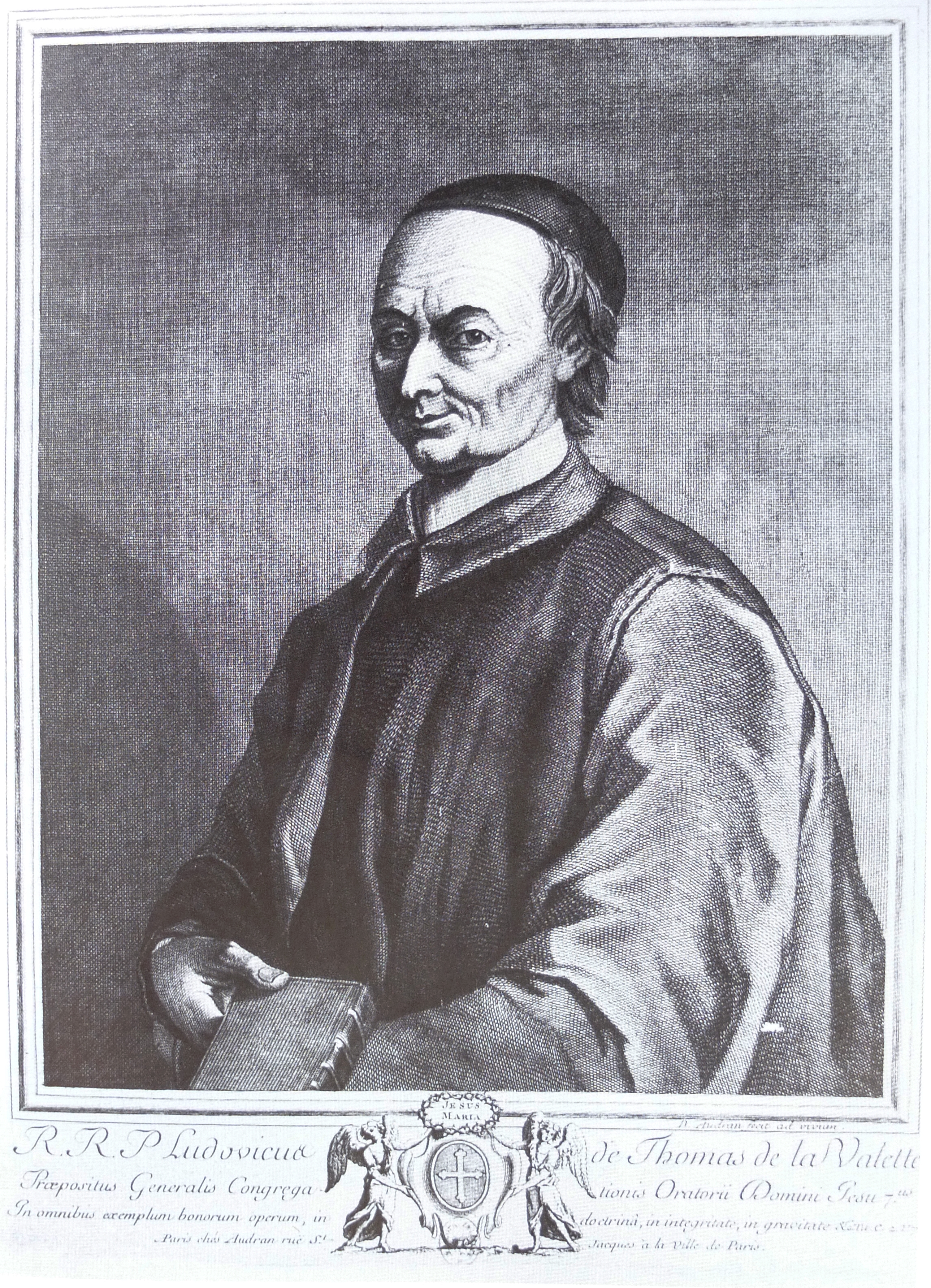
Тома де ла Валетт. Ок. 1750. Офорт, резец